# Markus Holzbach
Markus Holzbach (* 1969 in Limburg an der Lahn) ist ein deutscher Architekt, Werkstoff- und Verfahrensingenieur und seit 2009 Professor an der Hochschule für Gestaltung Offenbach am Main. Schwerpunkt seiner Arbeiten ist die Rolle des Materials im Gestaltungsprozess.

## Leben
Markus Holzbach absolvierte eine Ausbildung zum Formenbauer in einer Modellwerkstatt und ein Studium zum Werkstoff- und Verfahrensingenieur an der Hochschule Koblenz. Nach einem Studienaufenthalt in der Schweiz von 1992 bis 1993 arbeitete er als Entwicklungsingenieur. Im Jahr 1994 nahm er an der Universität Kaiserslautern das Architekturstudium auf, welches er 2000 abschloss.
Als Assistent von Werner Sobek lehrte und forschte Holzbach am Institut für Leichte Flächentragwerke (IL) und am Institut für Leichtbau Entwerfen und Konstruieren (ILEK) an der Universität Stuttgart, wo er auch promovierte. Markus Holzbach realisiert neben seiner Hochschultätigkeit seit 2005 eigene Projekte im Bereich Architektur, Design und Materialisierung. Seit 2007 ist er eingetragener Architekt und Mitglied der Architektenkammer Rheinland-Pfalz. Von 2008 bis 2010 hatte er eine Professurvertretung für Mathematik an der Hochschule Koblenz inne, seit 2009 ist er Professor für Visualisierung und Materialisierung an der Kunsthochschule HfG Offenbach und leitet dort das Institut für Materialdesign (IMD). Holzbach war von 2010 bis 2016 Prodekan und von 2016 bis 2019 Dekan des Fachbereichs Design an der HfG Offenbach.
Holzbach ist Visiting Professor am Politecnico di Milano/I. Weitere Lehrtätigkeiten führten ihn unter anderem an die RWTH Aachen, das Berlage-Institute in Rotterdam und das Massachusetts Institute of Technology (MIT) in Cambridge/USA.

## Veröffentlichungen (Auswahl)
- Markus Holzbach: Gestaltung in einer digitalen Welt – zur Designforschung und der Simultanität intuitiver und systemischer Prozesse im Materialdesign; In: Kai Vöckler, Thilo Schwer (Hrsg.): Der Offenbacher Ansatz. Zur Theorie der Produktsprache. Transcript Verlag, Bielefeld 2021, S. 432–446.
- Stefano Parisi, Markus Holzbach, Valentina Rognoli: The Hybrid Dimension of Material Design: Two Case Studies of a Do-It-Yourself Approach for the Development of Interactive, Connected, and Smart Materials. In: Intelligent Human Systems Integration 2020. Proceedings of the 3rd International Conference on Intelligent Human Systems Integration (IHSI 2020); Integrating People and Intelligent Systems, February 19–21, 2020, Modena, Italy, S. 916–921.
- Markus Holzbach: Gestalten mit gestalteten Materialien In: Bauwelt. Frei nach Otto – Sieben Betrachtungen zu seinem Erbe. Nr. 20.2015, Mai 2015. Bauverlag BV GmbH, Berlin, S. 26–27.
- Markus Holzbach: Materialdesign 2. research works and exhibits from the Institute of Materialdesign IMD. HfG Offenbach, Offenbach 2015, ISBN 978-3-945365-02-1.
- Markus Holzbach, Bernd Kracke, Georg-Christof Bertsch: Material Grove. Von traditionellen Materialien zu zukunftsorientierten Materialentwicklungen. HfG Offenbach (Hrsg.), Offenbach 2014, ISBN 978-3-921997-94-9.
- Markus Holzbach, Petra Kellner: Materialdesign. analog and digital design processes exploring the world between material and structure. HfG Offenbach (Hrsg.), Offenbach 2014, ISBN 978-3-921997-98-7.
- Markus Holzbach: Materialdesign. Materialität und (ihre) Gestaltung In: Cornelie Leopold (Hrsg.): Über Form und Struktur – Geometrie in Gestaltungsprozessen, Springer – Vieweg, Wiesbaden 2014, ISBN 978-3-658-05085-6, S. 68–83.